# Liste der Herrscher namens Ulrich
Ulrich hießen folgende Herrscher:

## Ulrich
- Ulrich von Halberstadt, Bischof von Halberstadt (1150–1160 und 1177–1180)
- Ulrich von Passau, Burggraf von Passau (1078–1099)
- Ulrich von Ortenburg, als Dietrich II. Bischof von Gurk
- Ulrich von Seckau, Bischof von Seckau
- Ulrich von Kyburg († 1237), von 1233/34 bis zu seinem Tod Bischof von Chur
- Ulrich von Güttingen, Abt der Fürstabtei St. Gallen (1272–1277)
- Ulrich von Montpreis, Bischof von Chiemsee (1322–1330)
- Ulrich von Albeck, Bischof von Verden und als Ulrich IV. Bischof von Seckau
- Ulrich von Nußdorf, Fürstbischof von Passau (1451–1479)
- Ulrich von Wildhaus, als Ulrich II. Bischof von Gurk
- Ulrich von Paldau, als Ulrich II. Bischof von Seckau
- Ulrich von Tegerfelden († zwischen 1200 und 1204), Bischof von Chur und Abt von St. Gallen
- Ulrich Sonnenberger, als Ulrich III. Bischof von Gurk und erster Fürstbischof von Gurk
- Ulrich von Weißeneck, als Ulrich III. Bischof von Seckau und Gegenbischof von Gurk
- Ulrich (Württemberg), Herzog (1498–1519 und 1534–1550)
- Ulrich (Mecklenburg), Herzog (1555–1603)
- Ulrich von Pommern, Bischof von Cammin (1618–1622)
- Ulrich von Ramschwag (auch von Ramswag; 1265–1291), Reichsvogt in der Fürstabtei St. Gallen
- Ulrich von Lenzburg oder Ulrich Ribi († 1355), von 1331 bis 1355 Bischof von Chur
- Ulrich von Steinfeld († 1170), von ca. 1152 bis 1170 Propst des Prämonstratenser-Klosters Steinfeld in der Eifel
- Ulrich von Württemberg (Kleriker) († 1348), Graf von Württemberg und Domherr in Speyer, sowie Propst dreier Stifte

## Ulrich I.
- Ulrich I. (Chur), Bischof von Chur (um 1000–1024)
- Ulrich I. (Kärnten), Herzog (1134–1144)
- Ulrich I. (Mecklenburg-Stargard), Herzog (1392–1417)
  - Ulrich I. (Weimar-Orlamünde), Graf (1067–1070) ist Ulrich I. (Istrien-Krain)
  - Ulrich I. (Württemberg), der Stifter, Graf (1241–1265) ("mit dem Daumen")
  - Ulrich I. von Montfort, Graf von Montfort-Bregenz († 1287)
  - Ulrich I. (Cilli), Graf (1331–1368)
  - Ulrich I. (Ostfriesland), Graf (1408–1466)
    - Ulrich I. (Falkenstein), Adliger († 1300)
    - Ulrich I. (Hanau), Herr (Ersterwähnung: 1250–1306)
    - Ulrich I. von Ems (erbaute 1343 Schloss Glopper)
- Ulrich I. von Kyburg-Dillingen († 1127), von 1111 bis 1127 Bischof von Konstanz
- Ulrich I. von Ortenburg († 1455), Domherr zu Passau und Regensburg, Dompropst von Passau und Archidiakon von Mattsee
- Ulrich I. (Abt von St. Blasien)
- Ulrich Prustl, auch Ulrich von Wien; (um 1360–1417), als Ulrich I. Bischof von Brixen

## Ulrich II.
- Ulrich II. (Kärnten), Herzog (1181–1201)
- Ulrich II. (Mecklenburg-Stargard), Herzog (1466–1471)
  - Ulrich II. (Weimar), Graf (1070–1112)
  - Ulrich II. von Montfort, Graf von Montfort-Feldkirch (1263?–1350)
  - Ulrich II. (Württemberg), Graf (1265–1279)
  - Ulrich II. (Lindow-Ruppin), Graf (1300–1356)
  - Ulrich II. (Ostfriesland), Graf
  - Ulrich II. (Pfannberg), Graf
  - Ulrich II. (Cilli), Graf (1406–1456)
  - Ulrich II. (Ortenburg), Reichsgraf (1519–1524)
- Ulrich II. von Walsee († 1359), Landeshauptmann  
  -     - Ulrich II. (Lavant), Bischof von Lavant
      - Ulrich II. von Dapfen, Abt des Klosters Reichenau (1088–1123)
      - Ulrich II. (St. Gallen), Abt des Klosters St. Gallen (1072–1076)
        - Ulrich II. (Hanau), Herr (1280–1346)
        - Ulrich II. von Ems, der Reiche

## Ulrich III.
- Ulrich III. (Kärnten), Herzog (1256–1269)
  - Ulrich III. (Württemberg), Graf (1325–1344)
  - Ulrich III. (Pfannberg), Graf
  - Ulrich III. von Montfort, Graf von Montfort († 1367)
    - Ulrich III. (Hanau), Herr (1310–1369/70)

## Ulrich ...
- Ulrich IV. (Württemberg), Graf (1344–1362)
- Ulrich IV. (Pfannberg), Graf
- Ulrich IV. von Montfort, Graf († 1574)
  - Ulrich IV. (Hanau), Herr (1330–1380)

- Ulrich V. (Württemberg), der Vielgeliebte, Graf (1442–1480)
- Ulrich V. (Pfannberg), Graf
- Ulrich V. von Montfort, Graf († 1495)
  - Ulrich V. (Hanau), Herr (1370–1419)

- Ulrich VI. von Montfort, Graf (um 1530–1574)

- Ulrich VII. von Montfort, Graf († 1520)

- Ulrich X. (Bregenz) († 1097)
- Ulrich X. (Regenstein-Blankenburg) (1499–1551)